# Рдест курчавый
Рдест курча́вый (лат. Potamogéton críspus) — многолетнее водное растение; вид рода Рдест семейства Рдестовые. Видовое название crispus в переводе — «курчавый», получено по характеру листьев.

## Ботаническое описание
Многолетнее водное растение с небольшим стеблем и листьями 4—6 см длиной и 0,7—1,3 см шириной. Листья полностью соответствует названию — они сильно волнистые, с мелкими зубчиками по краю. Стебель — ветвистый, четырёхгранный, сплюснутый, красноватый, тонкий, 1—2 м длиной, напоминает морские водоросли. Отдельные побеги могут отламываться и продолжать развитие в плавающем виде.
Соцветие — колос. Тычинок и рылец — по четыре. Рдест курчавый полностью погружён в воду, только во время цветения мелкие желтоватые цветки поднимаются над водой и опыляются ветром.
Плоды — мелкие орешкообразные нерастрескивающиеся костянки с крючковидно изогнутым носиком, равным длине плода.

## Распространение и среда обитания
Растёт в застойных и медленно проточных водах на глубине 0,1—3,5 м. Может расти при низких температурах и очень слабом освещении. Это свойство обеспечивает виду доминирование в сообществах. Зимует на дне водоёма в виде корневищ и зимующих почек.
Поздней осенью развивающие близ поверхности побеги с короткими листьями отделяются от старого стебля и падают на дно. Нижний конец их острый, благодаря чему они втыкаются в ил и перезимовывают. Весной из почек, находящихся в пазухах листьев, вырастают в побеги.
Рдест курчавый распространён в нетропической зоне обоих полушарий. В Северную Америку из Европы его завезли как ценный вид для прудов по рыборазведению, но, размножившись во многих водоёмах, он иногда вытесняет не менее ценные местные виды.

## Хозяйственное значение и применение
Препараты надземных частей рдеста курчавого (отвары, напары) в традиционной медицине народов Дальнего Востока употребляли наружно — при ушибах и опухолях травматического или воспалительного происхождения, при суставных и мышечных болях.
Все рдесты содержат много извести, поэтому могут использоваться как удобрение.
Рдестом питаются водные моллюски, насекомые, рыбы; на подводных частях рыбы откладывают икру. В зарослях рдестов прячутся стайки мальков рыб.

## Таксономическое положение

### Синонимы
По данным The Plant List, в синонимику вида входят:
- Buccaferrea crispata
- Potamogeton crenulatus
- Potamogeton crispatus
- Potamogeton lactucaceum
- Potamogeton macrorrhynchus
- Potamogeton serrulatus
- Potamogeton tuberosus